# Rophites caucasicus
Rophites caucasicus là một loài Hymenoptera trong họ Halictidae. Loài này được Morawitz mô tả khoa học năm 1875.